# Falange Española Tradicionalista y de las JONS

Bandera de l'Espanya Franquista

Bandera amb l'emblema carlí

Falange Española Tradicionalista y de las Juntas de Ofensiva Nacional Sindicalista (FET y de las JONS) era el nom del partit únic de la dictadura franquista creat el 19 d'abril de 1937, a iniciativa de la prefectura del denominat Estat Nacional, per fusió dels diferents partits i moviments que donaven suport la revolta militar (denominada Alzamiento Nacional) que va iniciar la Guerra Civil espanyola, i que no van desaparèixer realment, sinó que es van articular en les denominades famílies del franquisme, prenent el nom de la Falange Española i la Comunión Tradicionalista. FET y de las JONS es va concebre com la branca política del denominat Movimiento Nacional, concepte més ample amb el qual es definia al complex mecanisme totalitari d'inspiració feixista que pretenia ser l'única llera de participació en la vida pública espanyola.

## El Decret d'Unificació
A poc a poc, la Falange Española va esdevenir l'alternativa política més important dels sublevats contra la Segona República Espanyola, i assolí el suport d'importants intel·lectuals de dretes com Ernesto Giménez Caballero o Agustín de Foxá. La mort de José Antonio Primo de Rivera els va privar d'un lideratge carismàtic en un moment clau, i això provocà fortes dissensions internes i d'enfrontaments amb altres grups fins que, a instància de Franco, fou obligada mitjançant el decret d'unificació del 19 d'abril de 1937 a la fusió amb Comunión Tradicionalista, la CEDA, monàrquics alfonsins i altres partits de significació dretana, com la Unión Patriótica, els seguidors d'Albiñana, agraris, i altres, i passà a denominar-se Falange Española Tradicionalista y de las JONS|Falange Española Tradicionalista y de las Juntas de Ofensiva Nacional Sindicalista (FET y de las JONS). Franco en fou nomenat cap suprem.
Aquells dirigents falangistes o carlins que es van oposar al Decret d'Unificació van ser destituïts dels seus càrrecs i en bastants casos empresonats, i fins a condemnats a mort, tal com va ocórrer amb el falangista Manuel Hedilla (cap nacional de FE de les JONS), finalment bandejat a Canàries, o el carlista Manuel Fal Conde que va haver d'exiliar-se a Portugal. A partir del Decret d'Unificació molts consideren que Falange Española de las JONS ha desaparegut i es gestaran des de la clandestinitat petits moviments que afirmaran ser els autèntics posseïdors de la ideologia falangista, com FE-JONS Autèntica i Falange Española Independiente.
Es van triar com a senyals d'identitat del nou partit una barreja dels uniformes i emblemes de Falange Española de las JONS (que havia crescut espectacularment a conseqüència de la incorporació dels anomenats camises noves des de febrer de 1936, que era una força minoritària) i de la Comunió Tradicionalista (el carlisme). El seu discurs polític expressava també la barreja d'elements ideològics i retòrics feixistes, ultranacionalistes, militaristes, tradicionalistes, conservadors, catòlics (o nacionalcatòlics), monàrquics, etc. En 1939, només a la província de Barcelona sis mil catalans es van inscriure, de manera voluntària, en la Delegació Provincial d'Excombatents 

## Postguerra
Durant la postguerra articulà unitàriament la ideologia del nou règim a imatge i semblança del que havia fet a Itàlia Mussolini; fou l'element aglutinador dels sectors socials que feien costat al règim, actuà com a centre orgànic per a fornir quadres polítics al nou estat i creà els sindicats verticals com a aparells estatals que podien substituir qualsevol possibilitat d'organització dels treballadors. Fou organitzada d'una forma jeràrquica, sota la dependència del Jefe del Estado, de qui depenen el secretari general, la Junta Política i el Consejo Nacional; i en jefaturas provinciales i jefaturas locales a les diferents circumscripcions territorials (municipis i províncies).
En 1949, FET de les JONS comptava a Barcelona, únicament en la demarcació de Barcelona, amb 47.629 afiliats. A Tarragona, i també en 1949, el 8% de tota la població masculina major de 25 anys igualment portava el carnet oficial de la Falange. També en 1949, 450 alcaldes i regidors a Catalunya posseïen el carnet de FET de les JONS, però altres 113 van ocupar idèntics càrrecs oficials en les seves respectives localitats sense necessitat de carnet.

## De la mort de Franco als nostres dies
Després de la mort de Franco en 1975, s'instaura la monarquia i comença la democratització de la política espanyola, liderada per Adolfo Suárez, antic ministre secretari general del Moviment.
En esta època hi ha profundes divisions en el falangisme. En 1977 són quatre els grups que es disputen les sigles FE de les JONS. Els Cercles Doctrinals de José Antonio, Falange Espanyola "Autèntica", un grup que posteriorment formaria Falange Independent i el Front Nacional Espanyol, liderat pel que fora secretari General de la FET de les JONS i ministre de Franco, Raimundo Fernández-Cuesta. Seria aquest últim grup el que, en els tribunals, guanyaria el dret a usar les sigles.
FE de les JONS es va significar, junt amb altres grups neofeixistes, per practicar la violència en el carrer i el terrorisme en el primer període de la Transició. Cal destacar l'assassinat del jove Juan Carlos García Pérez.
En la vesprada del 6 de maig de 1980, recorria els carrers del madrileny barri de Ciutat Lineal una manifestació de les associacions de veïns en protesta per l'assassinat del dirigent veïnal Arturo Pajuelo, també a les mans de grups neofeixistes. A la seu provincial de Fe de les JONS van arribar notícies que s'estava pintant un monument als caiguts, en aquell temps, ubicat en aquell barri. Van considerar que era una provocació i amb el cap provincial, José María Alonso Collar al cap es van muntar en els cotxes i es van dirigir al barri. Una vegada allí, van triar el bar Sant Bau, van entrar pistola en mà, amb barres de ferro i cadenes, i al crit de "Viva Crist rei", la van emprendre a tirs i a colps amb tots els clients. Juan Carlos García Pérez, que llavors es trobava complint el servei militar, va resultar mort d'un tir a l'esquena.
Virtualment fora de la vida política, els partits inspirats en la ideologia falangista, són vistos públicament en diferents actes públics, els espais televisius de propaganda institucional de les eleccions i durant manifestacions en dates històriques com el 20 de novembre (aniversari de les morts de José Antonio Primo de Rivera i Francisco Franco). La seua presència i rellevància a la política espanyola és escassa, exceptuant la representació democràtica que obtenen alguns regidors de Falange Autèntica a distintes localitats. Falange Espanyola de les JONS, única que es presenta en tot el territori nacional a les eleccions generals de Març de 2008, en el 1996 va obtenir 12.114 vots, el 0,05% dels vots vàlids.
Entre els partits polítics que es declaren falangistes, cal citar els següents:
-Falange Espanyola de les JONS (FE de les JONS).
-Falange Autèntica (FA).
-Taula Nacional Falangista (MNF).
-FE/La Falange, dividida en dos parts enfrontades judicialment entre si per la titularitat de les sigles, reconeixent una d'elles com a Cap Nacional a Manuel Andrino Lobo i l'altra a José Fernando Cantalapiedra Vilar.